# Compsoleon occultus
Compsoleon occultus is een insect uit de familie van de mierenleeuwen (Myrmeleontidae), die tot de orde netvleugeligen (Neuroptera) behoort. 
Compsoleon occultus is voor het eerst wetenschappelijk beschreven door Walker in 1853.